# Orangerachenkolibri
Der Orangerachenkolibri (Urochroa bougueri), auch Orangerachen-Andenkolibri oder Glanzfleckenkolibri ist ein Seglervogel in der Familie der Kolibris (Trochilidae). Er kommt in den südamerikanischen Ländern Ecuador und Kolumbien vor. Der Bestand wird von der IUCN als „nicht gefährdet“ (least concern) eingestuft.

## Merkmale

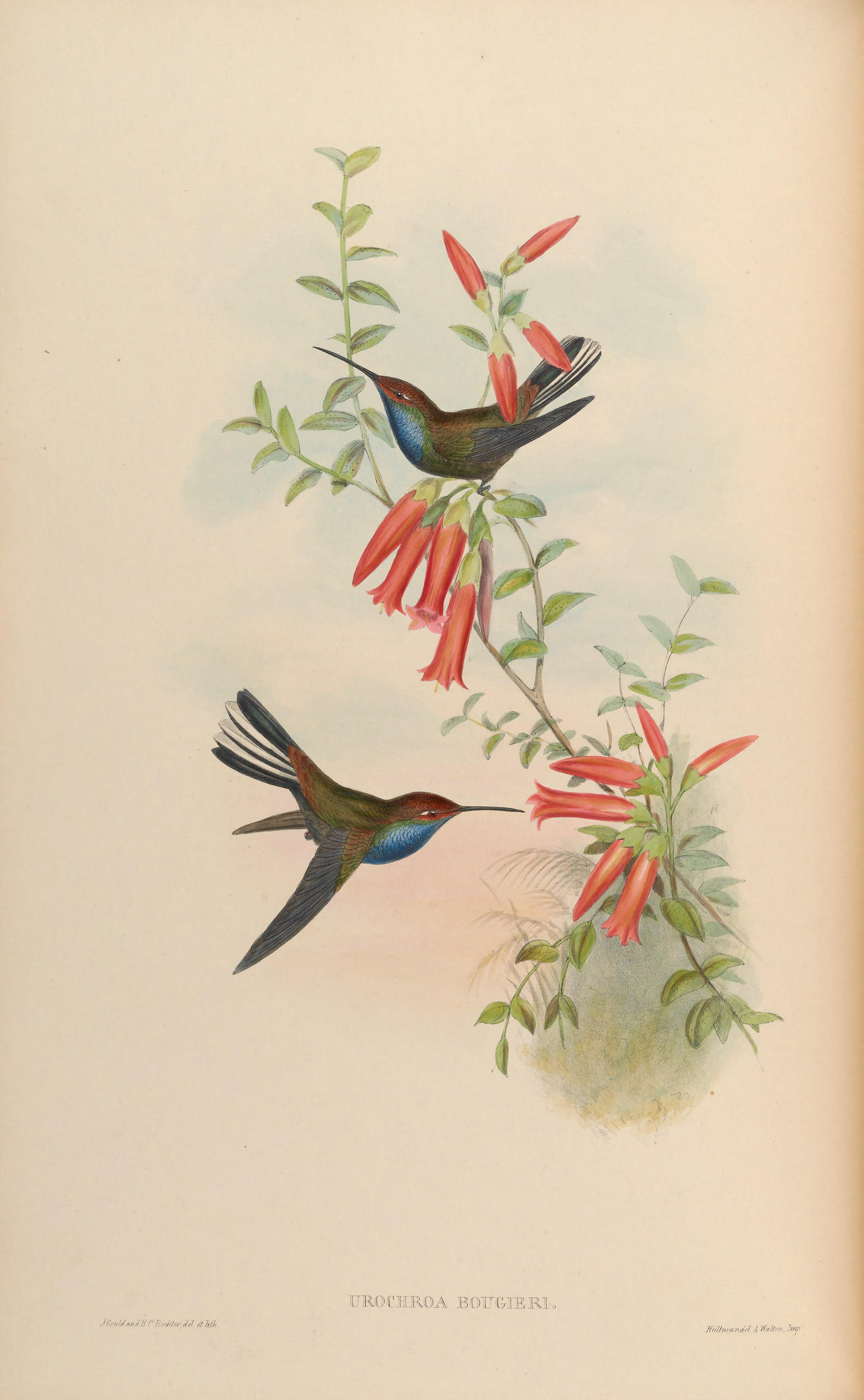
Orangerachenkolibris
(Lithografie von Henry Constantine Richter (1821–1902) nach einer Zeichnung von John Gould (1804–1881))

Der Orangerachenkolibri erreicht eine Körperlänge von etwa 12 bis 13 cm, wobei der Schnabel 30 mm ausmacht. Die Oberseite ist kupferbronze mit einem markanten rötlichen Bartstreif. Hinter dem Auge hat er einen kleinen gelblichweißen Fleck. Die Kehle und die Brust glitzern blau, wobei der Bauch grau gefärbt ist. Die zentralen und äußeren Steuerfedern sind dunkel, während der Rest des Schwanzes weiß mit dunkleren Außenfahne ist.

## Verhalten
Man sieht Orangerachenkolibris oft in der Nähe von reißenden Wildbächen, wobei sie über dem Wasser schweben, um Insekten zu fangen. Wie andere Kolibris fliegen sie zur Nektaraufnahme auch blühende Bäume an. Gelegentlich sieht man sie zusammen mit anderen Kolibriarten, die sie aber meist dominieren.

## Verbreitung und Lebensraum
Orangerachenkolibris kommen eher selten und verstreut in Gegenden mit niedriger Vegetation und in der Nähe von subtropischen Waldrändern in Höhen zwischen 1600 und 2800 Metern vor. Etwas häufiger findet man ihn an den Westhängen der ecuadorianischen Anden, wo es wildere Bergflüsse gibt. Hier erstreckt sich das Verbreitungsgebiet südlich bis zum Pichincha. Außerdem kommt die Art im Südwesten Kolumbiens vor.

## Lautäußerungen
Der Ruf klingt wie eine beständige Serie abnehmender  ziu- und zing-Laute.

## Unterarten

Verbreitungsgebiet des Orangerachenkolibris

Die Art gilt als monotypisch. Lange wurde Urochroa bougueri leucura Lawrence, 1864 als eine weitere Unterart betrachtet, doch wurde dem Blaukehl-Andenkolibri von der International Ornithologists’ Union der Artenstatus zugesprochen. Diese Trennung basiert auf Unterschiede in der Färbung sowie Unterschiede im Gesang.

## Etymologie und Forschungsgeschichte
Jules Bourcier beschrieb den Orangerachenkolibri unter dem Namen Trochilus Bougueri. Das Typusexemplar stammte aus der ecuadorianischen Parroquia Nanegal. Es war John Gould, der 1856 die neue Gattung Urochroa einführte. Der Begriff Urochroa setzt sich aus den griechischen Wörtern ουρά ourá für „Schwanz“ und χρώς chrṓs für „Farbe, Teint“ zusammen. Das Artepitheton bougueri ehrt den französischen Astronomen, Geodäten und Physiker Pierre Bouguer (1698–1758). Leucura von griechisch λεύκουρος leúkouros ist ein Wortgebilde aus λευκός leukós für „weiß“ und ουρά ourá für „Schwanz“ = „weißschwänzig“.